# Saison 1 de Daredevil
Ne doit pas être confondu avec la saison 1 de Daredevil: Born Again.
Chronologie
Saison 2
La première saison de la série télévisée américaine Daredevil comporte treize épisodes diffusés le 10 avril 2015.

## Synopsis
Aveugle depuis l’enfance mais doté de pouvoirs extraordinaires (ses capacités sensorielles sont quadruplées) Matt Murdock combat pour la justice le jour en tant qu’avocat. La nuit, il devient le super-héros Daredevil, justicier luttant contre le crime à New York.

## Distribution

### Acteurs principaux
- Charlie Cox (VF : Bernard Gabay) : Matthew « Matt » Murdock / Daredevil[1]
- Deborah Ann Woll (VF : Noémie Orphelin) : Karen Page
- Elden Henson (VF : Franck Lorrain) : Franklin « Foggy » Nelson[2]
- Toby Leonard Moore (VF : Pierre-François Pistorio) : James Wesley (épisodes 1, 3 à 6 et 8 à 12)
- Vondie Curtis-Hall (VF : Thierry Desroses) : Ben Urich (épisodes 3, 4 et 6 à 12)
- Bob Gunton (VF : Philippe Ariotti) : Leland Owlsley (épisodes 1, 3, 5, 7, 8 et 10 à 13)
- Ayelet Zurer (VF : Françoise Cadol) : Vanessa Marianna (épisodes 3 à 5 et 8 à 13)
- Vincent D'Onofrio (VF : Thierry Hancisse) : Wilson Fisk / Le Caïd[3] (épisodes 1, 3 à 6 et 8 à 13)
- Rosario Dawson (VF : Annie Milon) : Claire Temple[4] (épisodes 2, 4 à 6 et 11)
- Scott Glenn (VF : Georges Claisse) : Stick[5] (épisode 7)

 Source et légende : version française (VF) sur RS Doublage et AlloDoublage

### Acteurs récurrents et invités
- Royce Johnson (VF : Mohad Sanou) : Sergent Brett Mahoney (épisodes 1, 5, 8, 9, 12 et 13)
- Peter Shinkoda (VF : Guillaume Bourboulon) : Nobu (épisodes 1, 5 et 7 à 9)
- Rob Morgan (VF : Daniel Lobé) : Turk Barrett (en) (épisodes 1, 3, 5, 11 et 13)
- Peter McRobbie : le père Lantom (épisodes 1, 3, 9, 11 et 13)
- Wai Ching Ho (VF : Marie-Martine) : Madame Gao (épisodes 1, 5, 8, 10 et 12)
- Nikolai Nikolaeff : Vladimir Ranskahov (épisodes 1 et 4 à 6)
- Gideon Emery : Anatoly Ranskahov (épisodes 1 et 4)
- John Patrick Hayden (VF : Thomas Roditi) : Jack « Battlin » Murdock (épisodes 1 et 2)
- Daryl Edwards : Détective Hoffman (épisodes 1, 5, 6, 8 et 13)
- Chris Tardio : Détective Blake (épisodes 1, 5, 6 et 8)
- Skylar Gaertner : Matt Murdock jeune (épisodes 1, 2 et 7)
- Susan Varon (VF : Christèle Billault) : Josie (épisodes 2 et 9 à 12)
- Geoffrey Cantor (VF : Jean-Louis Faure) : Mitchell Ellison (épisodes 3, 6, 10, 12 et 13)
- Adriane Lenox : Doris Urich (épisodes 3, 10, 12 et 13)
- Suzanne H. Smart : Shirley Benson (épisodes 3, 6 et 10)
- David Vadim : Sergei (épisodes 4 à 6)
- Amy Rutberg (VF : Marie Zidi) : Marci Stahl (épisodes 5 et 11 à 13)
- Judith Delgado (VF : Sarah Marot) : Elena Cadenas (épisodes 5 à 7 et 9)
- Matt Gerald : Melvin Potter (épisodes 8, 11 et 13)
- Tommy Walker : Francis (épisodes 9 et 11 à 13)

## Liste des épisodes

### Épisode 1:Sur le ring
- États-Unis /  France : 10 avril 2015 sur Netflix
- France : 28 avril 2018 sur TMC

- Peter McRobbie (Père Lantom)
- Daryl Edwards (Détective Hoffman)
- Chris Tardio (Détective Blake)
- John Patrick Hayden (Jack Murdock)
- Skylar Gaertner (Matt jeune)
- Nikolai Nikolaeff (Vladimir)
- Gideon Emery (Anatoly)
- Peter Shinkoda (Nobu)
- Rob Morgan (Turk Barett)
- Wai Ching Ho (Madame Gao)
- Royce Johnson (Sgt. Brett Mahoney)
- J. Tucker Smith (Clyde Farnum)
- Tonya Glanz (Susan Harris)
- Elise Kibler (Tracy Farnum)

### Épisode 2:L'Homme blessé
- États-Unis /  France : 10 avril 2015 sur Netflix
- France : 28 avril 2018 sur TMC

- Peter Gerety (Silke)
- John Patrick Hayden (Jack Murdock)
- Skylar Gaertner (Matt jeune)
- Alex Falberg (Semyon)
- Moises Acevedo (Santino)
- Kevin Nagle (Roscoe Sweeney)
- Susan Varon (Josie)
- Erick Abbate (Le garçon)
- Dean Neistat (Policier #1)
- William Mercado (Policier #2)

### Épisode 3:Un lapin dans une tempête de neige
- États-Unis : 10 avril 2015 sur Netflix
- France : 28 avril 2018 sur TMC

- Peter McRobbie (Père Lantom)
- Rob Morgan (Turk Barrett)
- Adriane Lenox (Doris Urich)
- Geoffrey Cantor (Ellison)
- Wendy Moniz (Jennifer Fisher)
- Alex Morf (John Healy)
- Suzanne H. Smart (Shirley Benson)
- Peter Claymore (Mr Prohashka)
- Devin Harjes (Oscar)
- Jack O'Connell (II) (Silvio)
- Gameela Wright (Norma)
- Kit Flanagan (Le juge)
- Barbara Haas (La jurée âgée)
- Kate Grimes (La jurée)

### Épisode 4:Liens de sang
- États-Unis /  France : 10 avril 2015 sur Netflix
- France : 28 avril 2018 sur TMC

- Nikolai Nikolaeff (Vladimir Ranskahov)
- Gideon Emery (Anatoly Ranskahov)
- Alex Falberg (Semyon)
- David Vadim (Sergei)
- Tony Naumovski (Dmitry)
- Moises Acevedo (Santino)

### Épisode 5:Un monde en feu
- États-Unis /  France : 10 avril 2015 sur Netflix
- France : 5 mai 2018 sur TMC

- Nikolai Nikolaeff (Vladimir Ranskahov)
- Rob Morgan (Turk Barrett)
- Royce Johnson (Sgt. Brett Mahoney)
- Wai Ching Ho (Madame Gao)
- Peter Shinkoda (Nobu)
- Chris Tardio (Detective Blake)
- Daryl Edwards (Détective Hoffman)
- David Vadim (Sergei)
- Tony Naumovski (Dmitry)
- Judith Delgado (Elena Cardenas)
- Amy Rutberg (Marci Stahl)
- Alexander Blaise (Marcel)
- Paul Mann (II) (Pyotr)
- Kirill Nikiforov (Aslan)

### Épisode 6:Condamné
- États-Unis /  France : 10 avril 2015 sur Netflix
- France : 5 mai 2018 sur TMC

- Nikolai Nikolaeff (Vladimir Ranskahov)
- Chris Tardio (Detective Blake)
- Daryl Edwards (Détective Hoffman)
- Geoffrey Cantor (Ellison)
- Judith Delgado (Elena Cardenas)
- Suzanne H. Smart (Shirley Benson)
- David Vadim (Sergei)
- Gabriel Furman (Ivan)
- Matthew Blumm (Off. Sullivan)
- Sean Phillips (II) (Off. Pinski)
- Angel Rosa (Off. Corbin)

### Épisode 7:Stick
- États-Unis /  France : 10 avril 2015 sur Netflix
- France : 5 mai 2018 sur TMC

- Scott Glenn (Stick)
- Peter Shinkoda (Nobu)
- Skylar Gaertner (Matt jeune)
- Judith Delgado (Elena Cardenas)
- Jasson Finney (Stone)

### Épisode 8:Jeu d'ombre
- États-Unis /  France : 10 avril 2015 sur Netflix
- France : 5 mai 2018 sur TMC

- Domenick Lombardozzi (Bill Fisk)
- Angela Reed (Marlene Fisk)
- Cole Jensen (Wilson Fisk jeune)
- Keenan Jolliff (Bernie Walker)
- Matt Gerald (Melvin Potter)
- Wai Ching Ho (Madame Gao)
- Peter Shinkoda (Nobu)
- Chris Tardio (Detective Blake)
- Daryl Edwards (Détective Hoffman)
- Royce Johnson (Sgt. Brett Mahoney)

### Épisode 9:L'Habit du Diable
- États-Unis /  France : 10 avril 2015 sur Netflix
- France : 5 mai 2018 sur TMC

- Peter McRobbie (Père Lantom)
- Peter Shinkoda (Nobu)
- Royce Johnson (Sgt. Brett Mahoney)
- Judith Delgado (Elena Cardenas)
- Tom Walker (II) (Francis)
- Susan Varon (Josie)
- Michael Abbott Jr. (Junkie)

### Épisode 10:Nelson contre Murdock
- États-Unis /  France : 10 avril 2015 sur Netflix
- France : 12 mai 2018 sur TMC

- Phyllis Somerville (Mme Vistain)
- Wai Ching Ho (Madame Gao)
- Geoffrey Cantor (Ellison)
- Susan Varon (Josie)
- Suzanne H. Smart (Shirley Benson)
- Adriane Lenox (Doris Urich)
- Jonathan Walker (II) (Sénateur Randolph Cherryh)
- Richard Bekins (Parish Landman)

### Épisode 11:La Marche des vertueux
- États-Unis /  France : 10 avril 2015 sur Netflix
- France : 12 mai 2018 sur TMC

- Peter McRobbie (Père Lantom)
- Rob Morgan (Turk Barrett)
- Tom Walker (II) (Francis)
- Amy Rutberg (Marci Stahl)
- Matt Gerald (Melvin Potter)
- Susan Varon (Josie)
- Don Guillory (Dr Murray)
- Lee Bergman (Dr Rosenberg)

### Épisode 12:Ceux qui restent
- États-Unis /  France : 10 avril 2015 sur Netflix
- France : 12 mai 2018 sur TMC

- Phyllis Somerville (Mme Vistain)
- Royce Johnson (Sgt. Brett Mahoney)
- Wai Ching Ho (Madame Gao)
- Tom Walker (II) (Francis)
- Amy Rutberg (Marci Stahl)
- Susan Varon (Josie)
- Geoffrey Cantor (Ellison)
- Adriane Lenox (Doris Urich)

### Épisode 13:Daredevil
- États-Unis /  France : 10 avril 2015 sur Netflix
- France : 19 mai 2018 sur TMC

- Peter McRobbie (Père Lantom)
- Daryl Edwards (Détective Hoffman)
- Rob Morgan (Turk Barrett)
- Royce Johnson (Sgt. Brett Mahoney)
- Tom Walker (II) (Francis)
- Amy Rutberg (Marci Stahl)
- Matt Gerald (Melvin Potter)
- Geoffrey Cantor (Ellison)
- Adriane Lenox (Doris Urich)
- Jack O'Connell (II) (Silvio)
- Richard Bekins (Parish Landman)
- Jonathan Walker (II) (Sénateur Randolph Cherryh)
- Angel Rosa (Off. Corbin)
- Gameela Wright (Norma)